# アレクセイ・ナワリヌイ
アレクセイ・アナトリエヴィチ・ナワリヌイ（ロシア語: Алексе́й Анато́льевич Нава́льный、ラテン文字表記の例：Aleksei Anatolievich Navalny、1976年6月4日 - 2024年2月16日）は、ロシアの弁護士、政治活動家、ロシア民族主義者。米国のイェール大学のワールドフェロー。
ロシア語読みではアレクセイ・アナトーリエヴィチ・ナヴァーリヌイで、姓はナワルニー、ナバリヌイ、ナヴァリヌィなどとも表記される。
2009年以降、ウラジーミル・プーチンやドミートリー・メドヴェージェフへの政権批判活動により国内のメディアで注目を集めた。LiveJournal上にブログを開設して情報を発信し、大規模なデモへの参加を呼び掛ける一方で、『フォーブス・ロシア』誌などに定期的な寄稿も行っている。2011年6月のロイターのインタビューでは「プーチンの政治システムは汚職によって非常に弱体化しており、ロシアでも5年以内に『アラブの春』のような反政府デモ・抗議活動が起こり得る」と述べている。
2014年に「進歩党」（ロシア語: Партия Прогресса）を結党し、党首を務める。この党はロシア当局から政党としての認可を受けており、政党法に則り合法的に組織を整備していたが、2021年4月29日に解散を発表した。2022年時点では刑務所に身柄を収監されている（後述）。獄中でもナワリヌイのSNSは更新されており、2022年7月11日に汚職追及の国際団体設立を発表した。同年10月4日には、ロシア国外にいると推測されるナワリヌイの盟友たちが「ナワリヌイ本部」の活動再開をSNSで宣言し、2022年ロシアのウクライナ侵攻への動員に対する抵抗などを呼び掛けた。
2024年2月16日、北極圏にある刑務所で死去。47歳没。

## 生い立ち
1976年10月、ソビエト連邦首都モスクワ市西隣のオディンツォフスキー地区（Одинцовский район）にあるブトィン（Бутынь）村で、ソ連陸軍将校の父と会計士の母のあいだに生まれた。父アナトーリー・ナワリヌイはウクライナのキーウ州イヴァンキフ地区にあるザリッシヤ（Залісся、チェルノブイリ立入禁止区域）村の出身であり、ナワリヌイはロシアとウクライナの双方に出自を持つ。子供の頃はモスクワの南西約100kmにあるカルーガ州オブニンスクで育てられたが、夏の間はウクライナの祖母のもとで過ごした。ソビエト連邦崩壊後の1998年、ロシア諸民族友好大学を卒業して法学の学位を取得した後、ロシア連邦政府付属財政大学（Финуниверситет）で証券取引や為替などを学んだ。
2010年には米国イェール大学から奨学金を貰い、グローバルリーダーとしてイェ－ル大学フェロープログラムを受けている。

## 政治活動
2000年、ロシアの自由主義政党「ヤブロコ」の党員となり、党の連邦政治委員会のメンバーとなった。2002年には、ヤブロコのモスクワ支部地域委員会に選出されている。
極右のロシア民族主義者として活動し、2006年には民族主義極右団体による反移民を掲げるデモ行進に中心人物として参加し、2007年には極右団体の国家ロシア自由運動を創設した。その後、国家ロシア自由運動は2011年に解体し、後継として2012年にはレオニード・ヴォルコフ　と共に政党未来のロシアを結成してる。
だが、2007年12月、ヤブロコ党事務局は「党議長（当時：グリゴリー・ヤブリンスキー）とその代理人の早急な辞職と、党事務局の最低70％の刷新」を求めた会議を開き、ナワリヌイもネオナチ極右活動に関与していることから除名の対象者として協議された。結果、ナワリヌイは「そのナショナリステックな政治活動によって、党に政治的ダメージを負わせた」ことを理由として、党を除名された。
ヤブロコから離れたナワリヌイは、個人として政治活動を始めた。政府と関係があるいくつかの大企業の幹部が、横領に関与して財務の透明性確保を阻害しているとの疑惑があったことから、そうした企業の少数株主になったり、弁護士が獄死したセルゲイ・マグニツキー事件」に代表されるようなミリツィア（民警。2011年3月法改正によりポリツィアとなる）の悪事、また国家予算の不適切な使用や国家サービスの質の問題などを追及したりするようになる。
2010年10月、コメルサントとガゼータ.ru（Газета.Ru）によってネット上で行われた「ネット仮想モスクワ市長選挙」では、総投票数67,000票のうち45％にあたる約30,000票を得て圧勝した。なお2位は「現立候補者以外なら誰でも」で9,000票（14％）、3位はボリス・ネムツォフの8,000票（12％）であった。
2010年11月、ナワリヌイは国営石油パイプライン独占企業トランスネフチ（露: Транснефть）社の機密文書（ナワリヌイによると「オリジナルの監査報告書の一部」）を公開し、ブログでは「トランスネフチ社幹部は東シベリア・太平洋石油パイプラインの建設費用のうち、およそ40億ドルを横領している」と主張した。なおこれに対しトランスネフチのニコライ・トカレフ社長は「自社調査での横領による被害金額は35億ルーブル（1億1700万ドル）であった」としてナワリヌイの主張する額は不正確だと反論している。
2011年2月、ラジオ局「finam.fm」とのインタビューで、ナワリヌイは政権与党である統一ロシアを「詐欺師と泥棒の党」と呼んで批判した。
2011年5月、政府は突如ナワリヌイに対して犯罪捜査を開始したが、西側メディアではこれは与党批判へのリベンジ（復讐）だと報道された。ナワリヌイ自身も「ロシア連邦保安庁（FSB）による（犯罪の）でっちあげだ」としている。その後、「詐欺師と泥棒の党」という蔑称は、マスコミなどで広く使われるようになっていった。
2011年8月、ナワリヌイはハンガリー・ロシア政府間での不動産取引に関する醜聞文書を公開した。この文書の内容は、ハンガリー政府が、モスクワにある元のハンガリー大使館ビルをロシアの実業家ヴィクトル・ヴェクセリベルクの所有する海外企業に2100万ドルで売却し、その後その企業がロシア連邦政府に1億1100万ドルで転売するというものであり、文書では転売の共謀があったことがほのめかされた。これを受けてハンガリー当局は2011年2月、取引責任者の身柄を拘束したが、ロシア側では何の捜査も為されていない。

### 2011年ロシア下院議員選挙

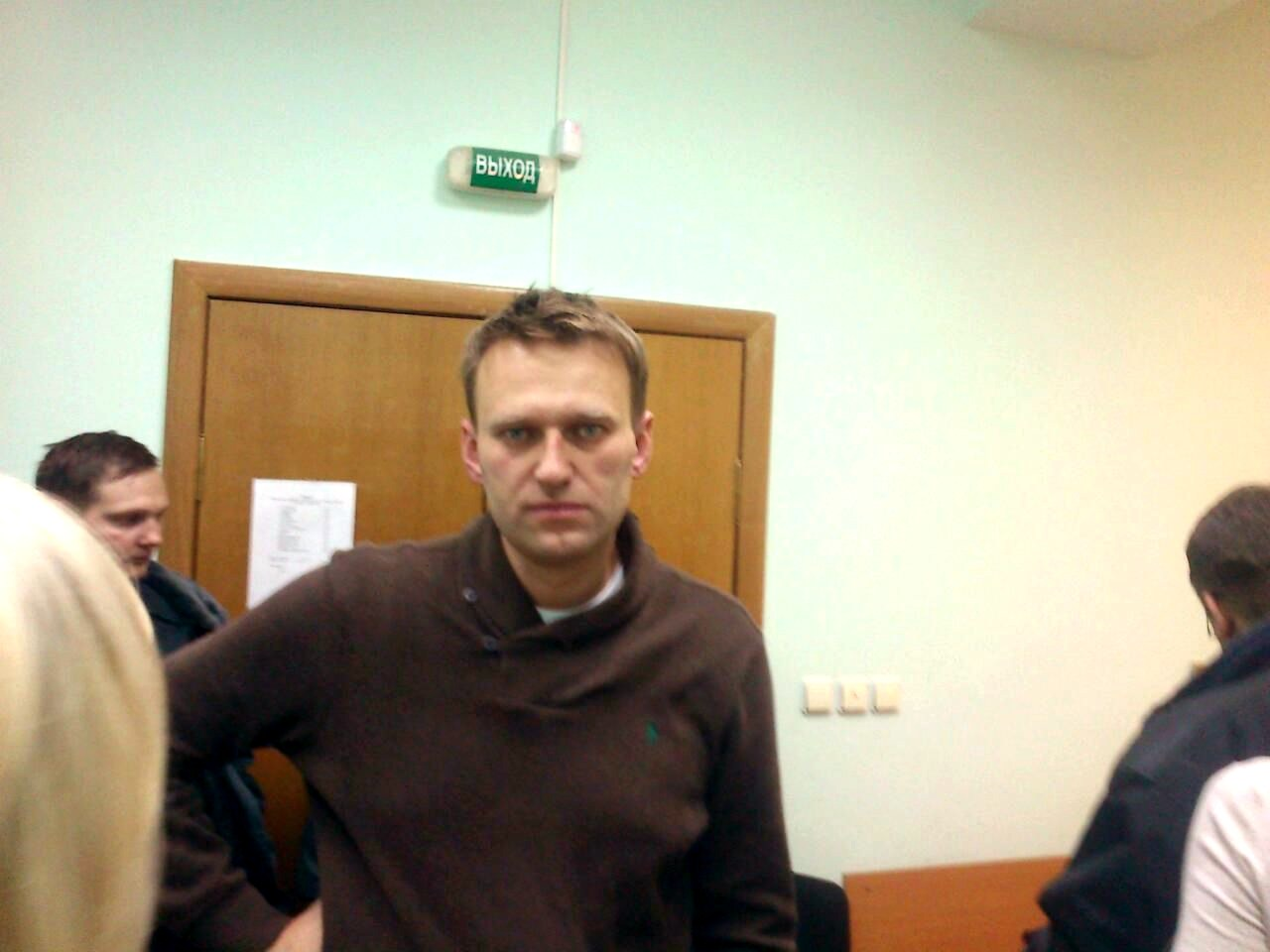
2011年12月6日、裁判所に出廷したナワリヌイ

2011年12月、ロシアの下院議員選挙の直後、選挙に不正行為があったとの非難の声が上がり、モスクワでは6,000人が反政府デモ（2011年ロシア反政府運動）に参加した。デモ鎮圧の際約300人が逮捕されたが、このときナワリヌイも警察に身柄を拘束され、「公権力に反抗した」との罪で禁固15日間の実刑判決が下された。この逮捕についてジャーナリストのアレクセイ・ヴェネディクトフ（Алексе́й Венеди́ктов）は「（ナワリヌイ逮捕は）政治的には失敗だった。この逮捕により、ナワリヌイはオンライン（ネット上）のリーダーから、オフライン（現実）のリーダーになった」と述べている。なおナワリヌイは、政治活動家イリヤ・ヤシン、セルゲイ・ウダルツォフらと同じ拘置所に収監されたが、このうちウダルツォフは抗議の意を示すためハンガーストライキを行っている。
ナワリヌイは2011年12月5日に逮捕され、12月20日までの15日間勾留されたが、逮捕の後ナワリヌイのブログは英語でも閲覧が可能になった。12月7日、メドヴェージェフ大統領の公式Twitterアカウントに、統一ロシアのコンスタンティン・ルィコフが「ブログに「詐欺師と泥棒の党」と書いていたやつはバカなヒツジ野郎だ」などといった発言を書き込んだ。このツィートは直ちに削除され、クレムリン（ロシア大統領府の所在地）によって「間違い発言であった」との釈明がなされたが、ロシアのみならず海外でも大きな話題となった。

### 2012年大統領選挙
12月20日に釈放されたナワリヌイは、2012年3月4日の大統領選挙で勝利をつかむと公言するプーチンに対して結束するよう市民に呼び掛けた。ナワリヌイは釈放されたとき、テレビのリポーターに「（自分が）大統領選挙に出馬することは無意味なことだ。クレムリンは公平な選挙をさせてくれないだろうからね。だが、もし公平な選挙が行われるのであれば、出馬する準備はできている。」と述べている。2011年12月24日には、選挙直後よりも大規模なデモ（西側報道によれば5万人規模）の組織を手伝い、「盛んに歓声を上げる観衆」に対し「今すぐクレムリンを乗っ取るのに十分な人数が集まった」と熱弁をふるった
2012年3月の選挙でプーチンが大統領に選出された後、ナワリヌイはモスクワのプーシキン広場で反プーチンデモを行い、1万4千人から2万人が参加した。集会後、ナワリヌイは再度当局に身柄を拘束されたが、このときは数時間後に解放されている。
2012年5月8日、プーチンが大統領に正式に就任した日、ナワリヌイと反対派のリーダーセルゲイ・ウダルツォフの両名はチスティエ・プルーディ（ロシア語: Чи́стые пруды́。「綺麗な池」の意）での反プーチンデモに参加した後に逮捕され、2人とも禁固15日間を言い渡された。

### 2013年モスクワ市長選と訴訟
2012年7月31日、彼は横領罪で起訴された。連邦捜査委員会によれば2009年の材木契約における彼の非公式顧問としての役割が捜査対象になっており、また連邦捜査委員会のウェブサイトでは彼が横領目的の犯罪グループを組織していたことが判明したと掲載された。2013年7月5日、当局は禁固6年と罰金100万ルーブル（約300万円）を求刑した。フランス通信社（AFP）はこの裁判は異例の速さで進行していると報じ、同年9月のモスクワ市長選に彼が立候補する前に収監するためだという見解を掲載した。被告側は明らかにでっちあげの罪状だと主張していたが、7月18日、裁判所は禁固5年の判決を下した。この判決に対し、駐ロシア米国大使が失望したと述べるなど国際社会からは批判された。だが、翌日の19日、裁判所は上訴が可能な期間中は彼を収監しない旨を決定した。これにより、上訴審で1審判決が支持されるまでは被選挙権が剥奪されないため、彼は市長選への立候補が可能になった。AFPが報道した専門家の見解によれば、彼の釈放は前例がなく、明らかに政治的理由があるという。なお、大統領側は不正はなく法に基づいた処置だと主張している。北海道大学の木村汎は「2013年のモスクワ市長選に、プーチン陣営は「横領」で執行猶予の判決を受けたナヴァーリヌイ氏を思い切って出馬させることにした。市長選が現職当選確実の単なるセレモニーにすぎないとの印象を払拭しようと考えたからだった。」「ところが同選挙でナヴァーリヌイ氏が予想以上に善戦したので、来年の大統領選で同様の処置をとることが難しくなった。」と述べている。
同年9月8日、モスクワ市長選の投開票が行われた。彼は選挙に不正があったと主張、大統領側近で現職のセルゲイ・ソビャーニンの実際の得票率は半数以下だと述べて決選投票の実施を求めた。
2014年12月30日、彼はフランスの化粧品会社イブロシェへの詐欺罪で執行猶予ありの懲役3年6ヶ月を言い渡された。なお、イブロシェ側は被害を受けていないと公表していた。彼はこの判決を受けてモスクワでの無許可デモを呼びかけ、自宅軟禁命令に反して自宅を脱出し、同日当局に拘束された。
2016年、欧州人権裁判所は2013年に有罪判決の下りた横領罪について、公正な裁判ではなかったとして裁判無効との判決を下した。だが、ロシアの最高裁は再審を指示、2017年2月8日に執行猶予つきの禁固5年の判決が言い渡された。

### 2017年のデモ
2017年3月2日にドミートリー・メドヴェージェフ首相の蓄財等の腐敗を告発する動画を公開した。同年3月6日、ナワリヌイの呼び掛けによりモスクワでデモが行われ、警察の発表によれば参加者は7000 - 8000人と近年最大の規模だった。このデモでナワリヌイと1000人以上の参加者が逮捕され、彼は15日間の拘留となった。このデモについて、ロシア大統領報道官は「挑発であり、まやかしだ」とし、ロシア政府による参加者の拘束についてアメリカ合衆国国務省は「民主主義への侮辱」と述べた。
同年6月13日、再度ナワリヌイの呼び掛けによる大規模なデモが行われた。AFP（フランス通信社）の報道によればナワリヌイと支持者1500人以上が身柄を拘束され、ナワリヌイは主催者として30日間の拘留となった。
同年10月2日にナワリヌイは違法集会を開催したとして20日間の拘留を言い渡されたが、5日後の10月7日、プーチン大統領の65歳の誕生日にナワリヌイの呼び掛けで大統領退陣を求めるデモが行われた。3月と6月のデモよりは小規模だったが、270人以上が拘束された。

### 2018年ロシア連邦大統領選挙
刑事事件で有罪判決を受けているナワリヌイには2018年3月の2018年大統領選挙には出馬する資格が無いというのが中央選挙管理委員会の見解であったが、2017年12月24日に立候補届を提出した。選挙管理委員会は翌25日に全会一致でナワリヌイの立候補は無効との判断を下し、ナワリヌイは選挙ボイコットを呼びかけた。

## 毒殺未遂
2020年8月20日、ナワリヌイは旅客機内で毒物によるものと見られる体調不良に陥り、同年9月7日に回復するまで意識不明の重体となっていた。

### ロシア国内での体調急変
2020年8月20日、ナワリヌイがシベリアのトムスクから旅客機でモスクワに向かう途中で体調不良に陥ったため、旅客機はオムスクに緊急着陸し、ナワリヌイはオムスク市第1臨床救急病院（ロシア語: Городская клиническая больница скорой медицинской помощи №1）に収容された。旅客機内で彼の健康状態は突然急激に悪化しており、ビデオの映像には、客室乗務員が彼に走り寄る様子や、同時に彼が痛みに苦しんで叫び声を上げる様子が捉えられている。
後にナワリヌイの報道担当者は、ナワリヌイが意識不明であり、病院で人工呼吸器を装着していると語ったほか、ナワリヌイは朝から紅茶しか飲んでおらず、彼の飲み物に不審物が入れられた疑いがあると主張した。病院側は容態は安定しているが深刻な状態であると語った。病院は最初はナワリヌイが毒を盛られたであろうと認めたが、その後病院の副医長は毒物は「考えられる多くのシナリオの1つである」と発言を後退させた。
ナワリヌイはドイツのベルリンにあるシャリテー – ベルリン医科大学に飛行機で輸送された。オムスクで治療にあたった医師は当初、病状が悪すぎて輸送はできないと主張したが、後にナワリヌイを解放した。

### ドイツでの治療・毒物判明
8月24日、ドイツで治療している医師らは、ナワリヌイがコリンエステラーゼ阻害剤による毒を盛られたという証拠を発見したと発表し、9日後の9月2日にはドイツ政府も同様の見解として、血液サンプルの検査からコリンエステラーゼ阻害剤の一種で旧ソ連が使用していたノビチョクの使用を裏付ける疑いのない証拠が得られたと発表した。また、ドイツ政府はフランスとスウェーデンに検査結果の検証を依頼していたが、両国の研究所も検証の結果として神経剤の使用を確認している。
ロシア政府は8月25日、ナワリヌイへの毒物混入にプーチンが関わっていると非難する意見を否定した。
ナワリヌイのSNSでの発表によると、9月15日に自力での呼吸が可能なまで症状が回復し、同月19日には脚の震えが残るものの自力で歩行して階段を降りられるまでになっている。
事件当初、ナワリヌイ側の広報担当者の話では空港内で口にした紅茶に毒が盛られていた可能性が高いとされていたが、9月17日にナワリヌイの関係者は、ナワリヌイが滞在していたトムスクのホテルの部屋から回収された残留物をドイツの研究所に持ち込み解析を依頼した結果、飲料水のペットボトルからノビチョク系の毒物が検出されたと発表した。
その後、容態が十分回復し、9月22日には急性期治療を終えてシャリテー病院を退院したが、広報担当者は治療が未完了であるとして、ナワリヌイがドイツ滞在を継続すると述べた。また、病院側は完全な回復が見込めるとしたものの、長期的な影響についての判断は時期尚早であるとした。
命をとりとめたナワリヌイに協力した調査報道機関ベリングキャットは12月14日、ロシアの独立系メディアであるザ・インサイダー、CNNなどとともにこの事件を取材し、容疑者としてロシア連邦保安庁（FSB）職員8人を公表した。これに対してプーチン大統領は同月17日の記者会見で、ナワリヌイが米国の情報機関から支援を受けていたとして、FSBによる監視は正当化しつつ、「毒を盛るなら、殺害していただろう」と述べてロシア政府が暗殺を試みたとの疑惑を否定した。この顛末はドキュメンタリー映画化された（後述）。
そして、毒殺未遂に関わったFSB職員一人一人に電話をして話を聞いていると、実際に毒物を盛ったのはナワリヌイ氏が着ていた紺色のパンツに仕込んだと供述した。これをナワリヌイはSNSに公開して、その後紺色のパンツに解する画像が世界で流行した。

## ロシア帰国後の拘束・服役・死去

### 2021年の拘束
連邦刑務所局は2020年12月28日、ナワリヌイに対し帰国とモスクワにある当局事務所への出頭を命令、帰国しない場合は収監すると警告した。また、翌月12日にはナワリヌイが執行猶予の条件を破ったとして、当局が裁判所に同氏の収監許可を要求した。
ナワリヌイは2021年1月13日、同月17日に帰国すると発表、17日の夜にモスクワのシェレメーチエヴォ国際空港に到着するも当局に拘束された。ナワリヌイの弁護士を務めるオリガ・ミハイロバは、ナワリヌイが入国する前に拘束されたと明らかにした。ミハイロバによると拘束の際に当局はミハイロバの同行を認めなかった。
拘束後、モスクワを含めた各地で解放を求めるデモが行われて警察らと衝突。1月25日には全土で2500人以上が、1月31日には5000人以上が当局により拘束された。同月19日、ナワリヌイの関連団体は黒海リゾート地の豪邸を「プーチン宮殿」だと暴露する動画を公開し、国民に対して抗議デモを行うよう呼び掛けていた。プーチン大統領側は豪邸の所有を否定したが、動画の再生回数は同年1月29日までに1億回を超えている。
矯正当局はナワリヌイが執行猶予の条件に違反したとして2年6月の実刑を求め、2月1日、検察はこの要請を支持すると発表した。同月より、ヴラジーミル州のポクロフスカヤ刑務所に収監されている。
同年4月29日、ナワリヌイが率いる政治団体は解散。翌30日、ロシア当局はこの団体をテロリスト・過激派団体リストに追加した。
2022年1月20日、拘束が続くなか、協力者の支援を受けてプーチン宮殿内部の動画を再び配信。動画ではプールや豪華な寝室の写真を示しながら、「我々は必ず彼を倒す。何も恐れることはない」と反政府運動への支持を呼びかけるものとなっていた。
2月24日、この日に始まったロシアのウクライナ侵攻について、仮設の刑務所内裁判所で「私はこの戦争に反対です」「この戦争は、ロシアの問題から注意をそらすように設計されていると思う。それは、より大きな貧困につながるだけだ」と意見を表明し、「この戦争を引き起こしたのは盗賊や泥棒だと思います。私は、この泥棒の犯罪政権と戦うために政界に入りました」と付け加えた。
同年3月22日、ナワリヌイは詐欺罪や横領罪、法廷侮辱罪で有罪となり禁錮9年の刑が言い渡された。

### 服役生活

#### 2022年
ロシアのタス通信などによると、6月14日に特別な監視態勢を整備したヴラジーミル州メレホボの刑務所へ移送されたという。
4月17日、ブチャの住民であるイリヤ・ナワリヌイが3月12日にロシア軍によって射殺されていたことが報じられた。集団埋葬地で他の埋葬者とともに遺体が発見されたという。BBCの取材に対し、ナワリヌイと共通の親戚であるノヴェ・ザリシア村村長のパブロ・ナワリヌイが「（アレクセイとイリヤは）曽祖父が同じ」と話した。なお、キーウ地域のナワリヌイの近親者は無事であったことも述べている。
ナワリヌイは、4月20日のFacebookでコメントを出した。故人はナワリヌイの父親と同じ村の出身だが自身との関係は分からないとしながらも「全ての状況は、彼らが彼の姓が原因で殺したことを示している。完全に罪のない人が、プーチン大統領の死刑執行人によって殺された」「この戦争を止め、プーチン大統領を権力の座から追放するために、少なくともいくらか、たとえわずかでも協力することは、全ての人の義務です」と呼びかけた。
6月、ナワリヌイの娘がCNNのインタビューに応じ、父親が移送された刑務所は一般的なものとは大きく異なること、また過去に受刑者を殺害したことで知られている刑務所であることを話した。刑務所は「刑務所の中の刑務所」を作るため、ナワリヌイのいるエリアをフェンスで囲んでいるという。
8月3日、スモレンスク州内務省が2019年7月27日と8月3日にモスクワで開催された集会への移動のため警察に支払った残業代をナワリヌイに請求する訴訟を起こしたことが報じられた。ナワリヌイの側近であるイワン・ジダーノフ（反汚職基金・FBK代表）、モスクワ事務所の元責任者であるオレグ・ステパノフ、支持者のリュボフ・ソボル（弁護士）、野党政治家のイリヤ・ヤシンとウラジーミル・ミロフを共同被告としている。
同月11日、ナワリヌイが刑務作業で生産する製品の顧客データ開示を求めて、服役中のメレホボ第6刑務所に対して訴訟を起こしたことが報じられた。ストラップを縫っているが、すぐに捨てられるだろうと思っており、「刑務所内の刑務所」の忙しさを保つためのものではないかと説明している。
10月20日、自身のInstagramで新たな刑事訴訟が提起されたという通知を受けた事を公表した。服役中に「テロを助長し、それを要求し、過激主義を公に呼びかけ過激派活動への資金提供を行い、ナチズムを復活させた」罪であるという。

#### 2023年
1月9日、前年末にナワリヌイが10回目の懲罰房入りをしていたことが判明したことから、ロシア国内の医師数十名がナワリヌイへの虐待を止めるよう求める公開書簡に署名した。ナワリヌイの弁護士によると発熱と咳の症状がある状態であるが、薬の差し入れも許されないという。このため、医師たちはナワリヌイに必要な医療の提供を求めた。同月11日にはナワリヌイの妻がInstagramで、同月15日にはロシアの弁護士ヴィクトル・ドロズドフのFacebookで同様にナワリヌイへの医療を求めた。ヴィクトル・ドロズドフが公開した書簡には、100名余の弁護士が署名している。同月24日、ノーヴァヤ・ガゼータ編集長のドミトリー・ムラトフとジャーナリストのマリア・レッサが赤十字国際委員会にナワリヌイの支援を要請した。
8月4日、過激派組織を設立した罪などで新たに懲役19年の判決が言い渡された。9月26日に控訴裁判所が判決を不服とする弁護側の異議を退ける決定をし、この判決が確定した。
12月に入り、3週間ほど所在不明と伝えられていたが、12月25日に北極圏にあるヤマロ・ネネツ自治管区の刑務所に移送されていたことが判明した。

#### 2024年・死去
2024年2月16日、同刑務所はナワリヌイが死亡したと発表した。声明によると、ナワリヌイは同日の散歩後、「気分が良くない」と訴え、その直後に意識を失ったという。医療スタッフを呼んだが蘇生できなかったとしている。ナワリヌイの側近のレオニード・ヴォルコフはソーシャルメディアに「ロシア当局が、刑務所でアレクセイ・ナワリヌイを殺したと告白文を公表した。これが本当かどうか、確認も証明することもできない」と書いている。2月25日にはウクライナ国防省情報総局のキリーロ・ブダノフ局長が同日に開催されたフォーラムにて、ナワリヌイが血栓によって自然死したとするロシア当局の主張をある程度確認したと発表している。
同月21日、ナワリヌイの遺体に母親が対面。母親は秘密裏に遺体を埋葬するよう求められ、同意が無い場合は刑務所敷地内に埋葬すると脅迫されたという。このため母親の弁護士がナワリヌイの遺体を引き渡さない地元捜査官に対して、「故人の遺体を冒涜した」としてロシア連邦刑法第244条に基づき刑事訴訟を起こすよう申請。独立系人権メディアOVD-Infoには、遺体の家族への返還を求め、9万5000もの署名が集まった。24日にナワリヌイの遺体は母親に引き渡されている。
3月1日、モスクワ南東部マリノ地区の「神の母のイコン教会」で葬儀が行われ、市内のボリソフ墓地に埋葬された。

#### 懲罰房入り
2022年8月中旬以降、頻繁に懲罰房（ШИЗО）に入れられていることが明らかになっている。死去まで計27回、日数にして308日にも及ぶもので、ロシアの人権活動家でジャーナリストであるエヴァ・メルカチェワは「懲罰房への収容期間が終わると、すぐに新たな違反を犯したことで懲罰房に戻される」ことが際限なく続いたのであろうと推測している。
- 1回目（8月12～15日） - シャツの第一ボタンを留めていなかったため
  - 実際は、ナワリヌイが刑務所内で労働組合を作ったことへの報復と見られている[123][124]。
- 2回目（8月23～28日） - 刑務所内の廊下を歩くとき、背中の後ろで手を組まなかったため
- 3回目（8月29日～9月5日） - 職員への自己紹介の折、欧州人権裁判所の判決を引用し、釈放を求めたため
- 4回目（9月6日～21日） - 前回と同様の釈放要求をしたため
- 5回目（9月22日～10月4日） - 前回・前々回と同様の釈放要求をしたため
- 6回目（10月10～24日） - フェンス掃除を拒否したため[125][126]
- 7回目（10月30日～11月10日） - 運動場の掃除が不十分であり、職員を名前や愛称ではなく中尉呼ばわりしたため[127]
- 8回目（11月中旬の11日間）[128] - 上着を着なかったという「制服違反」のため[129][130]
- 9回目（12月1日～12月12日）- 「同房者との会話で『бл*дь（f**K）』という言葉を使った」ため[131]
- 10回目（12月31日～2023年1月14日） - 朝、予定時刻（6時）より前（5時24分）に顔を洗ったため[132]。
- 11回目（2023年1月25日[133][134]～2月2日予定） - 1月25日、ナワリヌイのスポークスパーソンがTwitterで公表。「自己紹介を間違えたため」で、8日間であるという[135][136]。
  - 同月21,22日に世界27ヵ国でナワリヌイの釈放を求める集会が行われ[137]、同月24日にドキュメンタリー映画「ナワリヌイ」がオスカーにノミネート[138]されていることが要因であると報じられている。
- 12回目(2023年3月、15日間) - 職員への自己紹介を間違えたため[139]
- 13回目(2023年4月10～25日) - キャベツの高額購入に対する職員の調査のため[140]
- 14回目(2023年4月より15日間)[141]
- 15回目(2023年5月) - 自己紹介を拒否し、教化活動に応じず、正しい判断ができないため[142]
- 16回目(2023年5月)[143]
- 17回目(2023年7月、13日間) - 12回目と同じ理由のため[144]
- 18回目(2023年8月、14日間)[145]
- 19回目(2023年9月12～21日) - 法廷でウクライナ侵攻での軍事動員に反対する発言をしたため[146][147]
- 20回目(2023年9月22～26日) [148]
- 21回目(2023年10月、12日間) - 職員の尊厳を辱める発言をしたため[149]
- 22回目(2023年11月、15日間) - 筆記用具の没収に抗議し、裁判への出廷を拒否したため[150]
- 23回目(2023年11月、15日間)[151] - 15回目と同じ理由のため
- 24回目(2023年12月末、もしくは2024年1月初めより7日間) [152]
- 25回目(2024年1月9～10日) - 15回目と同じ理由のため[153]
- 26回目(2024年2月1～11日)[154]
- 27回目(2024年2月14日、死去まで)[155]

### 死因について
2024年9月29日、ザ・インサイダーはナワリヌイの死亡に関する何百もの公式書類にアクセスした結果を公表した。ナワリヌイの死亡についての刑事訴訟を拒否する決議文書に「腹部に鋭い痛みを訴え、胃の内容物が噴出、けいれんがはじまり、意識を失って、医療スタッフに報告された」とあり、文書の最終版でこの内容が削除されていたという。2020年8月にナワリヌイを蘇生したロシア人の医師たちは、腹痛とけいれんの間の時間が短いことから「有機リン物質(ノビチョクも含む)の中毒で、皮膚への使用ではなく内服によるもの」と指摘しているとしている。
同年10月3日、ミハイル・ホドルコフスキーの非営利プロジェクトであるドシエ・センターがナワリヌイが死去したときに押収された物品の全リスト(76項目)を公開した。捜査官らはトイレットペーパーのロールも押収、刑務所内にナワリヌイが触れたものが一つも残っていない。しかし、リストのうち検査のために送付されたという注記が付いているのは31点のみで、衣類や下着など他の品物が法医学専門家に引き渡されたかどうかは不明である。
- 上着や下着を含む私物すべて。
- マットレス、ベッドリネン、聖書、戦争と平和、プーシキンの生涯と作品、英語 - ロシア語辞書などの本。
- 食品サンプル - 「朝食」「昼食」「夕食」とラベルの付いたガラス瓶24個。

- ナワリヌイのピージャケット、彼が横たわっていた床、そして独房から採取した綿棒による検体。
- 運動場の雪が入ったチューブ11本入りのパッケージ2つ。
- 嘔吐物、両手の爪甲、唇と手、鼻と口からの洗浄液、髪の毛。
- ナワリヌイの人生の最後の数分間を記録していたかもしれない4台のビデオレコーダー。
- 救急車の作業後に残されたすべてのゴミと消耗品。医療用マスク、医療器具の入った箱、人工呼吸器に必要なアンビューバッグなど。

記事によると、2月12日に当局はナワリヌイと両親との面会を許可しており、面会していることが分かった。ザ・インサイダーが報じていた決議文書の全文はVChK - OGPU（ロシア犯罪プロジェクト）テレグラムチャンネルで公開されている。
決議文書によると、2024年2月16日の12時10分、ナワリヌイは1時間の散歩に出かけたが、すぐに気分が悪くなった。彼は中庭から独房のような部屋に連れて行かれ、その後、床に横たわり、「腹部に鋭い痛みを感じ、反射的に胃の内容物を吐き出し、けいれんが起こり、意識を失った」と訴えた。 12時43分、ナワリヌイは医師の診察を受け、13時10分から医師が蘇生を試み、13時36分に救急隊が到着した。 14時17分に医師はナワリヌイの死亡を宣告した。
捜査委員会の資料によると、決議文書は同年3月、4月、5月、6月に署名されては決定が覆ったという。そして7月版の1番目の文書ではナワリヌイの症状と死亡の状況が詳細に説明されていたが、2番目の文書では中毒症状の可能性がある部分とナワリヌイの遺体に見つかった負傷(打撲、肋骨骨折、気管外傷など)を列挙した数ページを削除。死因として「血管および臓器の損傷を伴う高血圧、びまん性心筋炎、脳浮腫、心室細動、肺水腫」と記されている。
同年10月21日、Meduzaが匿名の情報源からウラジーミル州のFSINの法務部門の責任者であった大佐の電子メールアーカイブの提供を受け、信憑性の確認・内容の分析を行った結果を公表した。この人物は、2023年3月にナワリヌイのチームがBlack Notepadに含め、2024年3月にEUが制裁対象としている。アーカイブからは、ナワリヌイがどのようにして情報を仲間に伝えたのかを知るために親族や友人との書簡や送られた手紙462通と電報45通さらにナワリヌイ自身が書いた手紙31通を調べ、さらには弁護士との通信の検閲を行っていたことが分かった。また、22通の医療報告書によると、ナワリヌイが高血圧であったが降圧剤を処方されず、背中・腹部・手の痛みを訴えていたという。刑務所職員は不潔な服役者を意図的にナワリヌイと同じ独房に入れる嫌がらせも行っており、2023年には殴打している。

## 人物
- 『ナワリヌイ プーチンがもっとも恐れる男の真実』によると、出身がインテリゲンツィアではないことから生じる「率直な物言い」、「愛嬌があり、ひょうきんでもあるが、すぐにカッとなることもある」[10]。
- もともと無神論者であったが、その後、ロシア正教会の信者となった。彼は、正教会に転向したことで、「何か大きな普遍的なものの一部」であると感じるようになったと述べている[165]。
- 2021年5月にアムネスティー・インターナショナルによって良心の囚人として登録された[166]。収監は主に彼の政治信念によるものと考えられている[167]。

## 主張
政治的主張はネオナチに関与する極右団体を創設し、反移民極右デモに参加する等、大ロシア主義者、スラブ主義者、極右民族主義者とされ反イスラム姿勢を前面に出していたことから人種差別主義者とも評される。一方、同性婚に賛成等のリベラル派な面も持っており、近年は打倒クレムリンとして親欧米・親西側諸国の方針を明確に打ち出しており、西側諸国から権威主義・汚職・腐敗と戦う自由主義者としてのグローバルリーダーとして高く評価された。そのような姿勢はクレムリン側からはCIAやMI6の工作員との批判を受けており、実際にロシアでカラー革命を起こす目的でナワリヌイ側に接触しているとされる。
- 移民の強制送還を提唱したことがある[168]。
- チェチェンや北カフカスに属する他の共和国の「腐敗した」「効果のない」政府に対する連邦政府の補助金を廃止するよう求めており[169]、中央アジアやコーカサスのイスラム系移民に対する強硬な姿勢は反イスラム主義者と形容される。
- ロシアがグルジアに侵攻した2008年、ロシアに対して以下の4点を求めた[170]。

1. アブハジアと南オセチアに対する本格的な軍事・財政支援[171]
2. 南オセチアを飛行禁止区域に指定し、この区域に侵入した航空機を直ちに撃墜すること
3. グルジア国内での通信の遮断
4. アブハジアと南オセチアに在住するグルジア人の強制退去

- 同性婚に賛成[10]
- 中央アジアからロシアへの出稼ぎ労働者に対し「何の価値もない」として移民受け入れの厳格化を主張する一方，ドイツにはロシア人への労働ビザ免除を訴えている[172]。
- 2012年にウクライナのテレビに出演し、ウクライナとベラルーシとロシアは一つの国家になるべきだと述べている[173]。
- 2014年のクリミア併合時にはロシアによる併合を称賛し、ロシアに対し西欧諸国が行なった経済制裁に反対している[174]
- 2022年以降のロシアによるウクライナ侵攻へは反戦の立場から批判的立場を取ってきて、これまでのウクライナへの強硬姿勢から転換している。

## 私生活
- 2000年にヤブロコ党員であった妻のユリア・ナヴァルナヤ（英語版）と結婚し、娘のダーシャと息子のザハルの2人の子供がいて[10]、2019年に米国スタンフォード大学に在籍している。
- 1998年から2021年まで、主にモスクワ南東部のマリノ地区の3部屋のアパートで暮らしていた。このモスクワ南東の住宅での数年のうちいくつかは自宅監禁されている間でもある[175]。

## 評伝・受賞歴(本人についてのドキュメンタリー映画を含む)
- ロシアの経済新聞『ヴェドモスチ（«Ве́домости»）』紙が毎年選ぶ「今年の人」で、2009年の「今年の人」に選ばれている[176]。
- 2010年、米国イェール大学の「ワールドフェロー・プログラム（World Fellows Program）」でワールドフェローに選ばれている[177]。このプログラムは次世代リーダーの世界的ネットワークをつくり、国際的理解の幅を広げることを目的としたもので、イェール大学が旅費等を負担して招待、同大学で9月から12月までの3ヶ月間研修などを受けることのできるプログラムであり、毎年10人程が選抜される[178]。
- 2011年、英国放送協会（BBC）はナワリヌイを「過去5年の間ロシアに現れた反体制派の人物で、（ナワリヌイは）唯一重要な人物であると言えるだろう」と評した[179]。
- 2012年、『ウォール・ストリート・ジャーナル』紙はナワリヌイを「ウラジーミル・プーチンが最も恐れる男」と紹介し[180]、米国『タイム』誌が選ぶ2012年版「世界で最も影響力のある100人」には、ロシア人では只一人ナワリヌイが選ばれた[181]。
- 2021年、複数のノルウェーの国会議員からノーベル平和賞候補に推薦され[182][183]、これを支持する38000人を超える署名がノーベル委員会に寄せられた[184]。
- 2022年、人権や民主主義を守る活動の功績に贈られるサハロフ賞を受賞。欧州議会で行われた授賞式には、収監中の本人に代わりに長女が代理出席した[185]。
- 2023年、『ナワリヌイ (映画)（Navalny）』が英国アカデミー賞におけるドキュメンタリー賞と第95回アカデミー賞におけるアカデミー長編ドキュメンタリー映画賞を受賞した[186][187]。この映画は、毒殺未遂事件から、ベリングキャットと協力しての暗殺犯一味の特定・追及、空港での拘束を中心に、ナワリヌイと同志たちを追ったドキュメンタリー映画で、2022年公開された[188][189][190]。

## 著書
- 『PATRIOT　プーチンを追い詰めた男　最後の手記』斎藤栄一郎・星薫子 訳、講談社、2024 ISBN 978-406538020-8